# NGC 5678
NGC 5678 (другие обозначения — UGC 9358, MCG 10-21-5, ZWG 296.9, KARA 634, IRAS14306+5808, PGC 51932) — спиральная галактика с перемычкой (SBb) в созвездии Дракон.
Этот объект входит в число перечисленных в оригинальной редакции «Нового общего каталога».